# Іст-Глоб (Аризона)
іст-Глоб (англ. East Globe) — переписна місцевість (CDP) в США, в окрузі Гіла штату Аризона. Населення — 259 осіб (2020).

## Географія
іст-Глоб розташований за координатами 33°21′4″ пн. ш. 110°42′19″ зх. д. / 33.35111° пн. ш. 110.70528° зх. д. (33.351210, -110.705266).  За даними Бюро перепису населення США в 2010 році переписна місцевість мала площу 8,93 км², уся площа — суходіл.

## Демографія
Згідно з переписом 2010 року, у переписній місцевості мешкало 226 осіб у 55 домогосподарствах у складі 51 родини. Густота населення становила 25 осіб/км².  Було 61 помешкання (7/км²).
Расовий склад населення:
| - 91,2 % — корінних американців - 5,3 % — білих - 0,4 % — азіатів |

До двох чи більше рас належало 2,2 %. Частка іспаномовних становила 15,5 % від усіх жителів.
За віковим діапазоном населення розподілялося таким чином: 38,5 % — особи молодші 18 років, 56,2 % — особи у віці 18—64 років, 5,3 % — особи у віці 65 років та старші. Медіана віку мешканця становила 24,7 року. На 100 осіб жіночої статі у переписній місцевості припадало 93,2 чоловіків;  на 100 жінок у віці від 18 років та старших — 93,1 чоловіків також старших 18 років.
Середній дохід на одне домашнє господарство  становив 95 602 долари США (медіана — 101 313), а середній дохід на одну сім'ю — 95 602 долари (медіана — 101 313). 
Цивільне працевлаштоване населення становило 99 осіб. Основні галузі зайнятості: науковці, спеціалісти, менеджери — 53,5 %, освіта, охорона здоров'я та соціальна допомога — 16,2 %, транспорт — 14,1 %.